# Wham Rap! (Enjoy What You Do)
Singles de Wham!
Young Guns (Go for It!)
(1982)
Wham Rap! (Enjoy What You Do) est le premier single du groupe de pop britannique Wham!. Cette chanson est écrite par George Michael et Andrew Ridgeley. Elle sort en juin 1982 sous le label Innervision Records. En 1983, lorsque Wham! commence à avoir du succès, Wham Rap! (Enjoy What You Do) ressort et se classe à la 8e place du hit-parade anglais.
Une version remixée sort en 1986 sous le titre : Wham Rap '86. Cette version est présente sur l'album Music from the Edge of Heaven, destiné aux États-Unis. Wham Rap '86 figure aussi en face B du single et du maxi de The Edge of Heaven, au Royaume-Uni. Dans d'autres pays, Wham Rap '86 figure en face B du dernier single du groupe : Where Did Your Heart Go?. 
On peut entendre la première version de Wham Rap! (Enjoy What You Do) dans le film américain Perfect (1985) de James Bridges.

## Titres

### 1982

#### 7": Innervision / IVL A2442 (UK)
1. Wham Rap! [7" version] (3:30)
2. Wham Rap! [Club Mix] (4:02)

#### 12": Innervision / IVLA 13 2442 (UK)
1. Wham Rap! [Social Mix] (6:46)
2. Wham Rap! [Unsocial Mix] (6:36)

Les deux pistes sont en fait inversées en raison d'une erreur sur l'étiquette.

### 1983

#### 7": Innervision / IVL A 2442 (UK)
1. Wham Rap! (Enjoy What You Do) [Special U.S. Remix Part 1] (3:30)
2. Wham Rap! (Enjoy What You Do) [Special U.S. Re-Mix Part 2] (3:03)

- Part 1 aka "Special US Re-mix"
- Part 2 aka "Special Club Re-Mix"

#### 12": Innervision / IVL A 13 2442 (UK)
1. Wham Rap! (Enjoy What You Do) [Special US Re-mix] (6:43)
2. Wham Rap! (Enjoy What You Do) [Special Club Re-mix] (3:34)

## Classements
| Classement (1983)                      | Meilleure position |
| -------------------------------------- | ------------------ |
| Australie (ARIA)                       | 9                  |
| Belgique (Flandre Ultratop 50 Singles) | 12                 |
| Pays-Bas (Single Top 100)              | 9                  |
| Allemagne (Media Control AG)           | 17                 |
| Irlande (IRMA)                         | 13                 |
| Nouvelle-Zélande (RMNZ)                | 18                 |
| Royaume-Uni (UK Singles Chart)         | 8                  |

| Classement (2017) | Meilleure position |
| ----------------- | ------------------ |
| France (SNEP)     | 90                 |